# Theoretische Sättigung
Die theoretische Sättigung ist ein Begriff aus der qualitativen Sozialforschung, spezieller aus der Grounded Theory. Dieser Forschungsansatz nutzt die sog. Komparative Analyse zur Theoriebildung, welche mit der theoretischen Sättigung begrenzt wird. "In der Grounded Theory wird davon ausgegangen, dass der stabile Kern des zentralen Konzeptes zunehmend gefestigt und verdichtet wird, indem weitere homogene Fälle herangezogen und verglichen werden". Das in der Grounded Theory vorgeschlagene Kriterium für den Abbruch dieses Vergleichsmodus ist die sogenannte theoretische Sättigung. Diese bestimmt also, wann mit dem Sampling (je Kategorie) aufgehört werden kann.

## Sättigung
Das Konzept der Sättigung wird im Kontext der Grounded Theory als theoretische Sättigung definiert. Im Rahmen von qualitativer Forschung können Datensättigung, thematische Sättigung, theoretische Sättigung und konzeptuelle Sättigung äquivalent verwendet werden. Sättigung kann mit Datenzufriedenheit gleichgesetzt werden.

## Erreichen der Sättigung
Die theoretische Sättigung wird durch paralleles Erheben und Analysieren der Daten erreicht. Eine Kategorie gilt dann als gesättigt, wenn die Forscher an dem Punkt der Datenanalyse angelangt sind, an welchem das Einbeziehen zusätzlichen Materials keine neuen Eigenschaften einer Kategorie erbringen kann. Die Idee des Kriteriums der theoretischen Sättigung liegt also darin, festzustellen, ab welchem Zeitpunkt sich die Beispiele für ein Konzept oder eine Kategorie im Material wiederholen. Erst nach Erreichen dieser Sättigung sind weitere Schritte wie eine quantitative Erhebung sinnvoll, um Größen wie die Effektstärke zu bestimmen.

## Konzeptuelle Repräsentativität
Der Abbruch der Analyse am Punkt der theoretischen Sättigung macht für die Grounded Theory gerade deshalb Sinn, weil es ihr nicht um statistische Repräsentativität geht, sondern um eine möglichst umfassende und hinreichend detaillierte Entwicklung der Eigenschaften von theoretischen Konzepten und Kategorien. Dies bezeichnet Strübing als konzeptuelle Repräsentativität.

## Legitimationsanforderungen
Der Umstand, dass die Anwendung des Kriteriums der theoretischen Sättigung auslegungsbedürftig und nicht objektiv aus den Daten ableitbar ist, stellt erhöhte Legitimationsanforderung an die Forschenden. Es ist eine umfassende Begründung notwendig, aufgrund welcher Datenlage eine Kategorie für empirisch hinreichend gesättigt gehalten werden kann und wie weitgehend die Aussagen sind, die sich daraufhin mit dieser Kategorie treffen lassen.